# Antoine Paganotti
 (octobre 2017).
Antoine Paganotti est un chanteur-musicien français. Il est le fils de Bernard Paganotti et le frère de la chanteuse Himiko Paganotti.

## Carrière
Son père ayant été bassiste chez Magma de 1975 à 1976, c'est tout naturellement qu'il s'intègre au groupe. Après une première expérience dès 1992, il découvre le chant avec Christian Vander et finit par remplir de 1999 à 2008 le rôle de chanteur principal, au côté de sa sœur Himiko[source insuffisante]. Son talent pour interpréter l'univers kobaïen est en général reconnu par le public et la critique. Mais, forcément influencé par Vander, il ne délaisse pas pour autant la batterie, son instrument de départ. C'est d'ailleurs lui qui tient la batterie dans le morceau Zëss lors d'un concert en 2008.
Il a participé aux albums Theusz Hamtaahk Trilogie (2001, CD ou DVD), K.A. (2004) et Ëmëhntëhtt-Rê (2009) et à des dizaines de concerts, en Europe, mais aussi aux États-Unis et au Japon.
Antoine Paganotti est également présent sur trois des quatre DVD parus entre 2006 et 2008 Mythes et Légendes : Epok II, Epok III et Epok IV.
Son dernier concert avec Magma date du 11 février 2008[source insuffisante]. Il quitte le groupe pour des raisons personnelles qu'il ne veut pas exposer. Sur certains albums de Magma, il est mentionné sous son « nom kobaïen » : Wöss  Këmkah.
Il participe depuis 2004, en tant que batteur, au groupe Paghistree avec Himiko Paganotti, sa sœur, (chant) et Emmanuel Borghi (claviers), aussi membres de Magma. Le groupe prend le nom de SLuG en 2009 avec l'arrivée de John Trap (guitare) et Gabriel Dilasser (basse). Un premier album sort en 2009 sur le label Still, un second, Namekuji, en 2012 sur le label Signature Radio France. À noter[style à revoir] sur ce disque, la présence à la basse de son père Bernard Paganotti.

## Autres participations
- Avec Serah : Wing Of Mercy (2001 - Label : Great Northern Arts)
- Avec Richard Pinhas : Tranzition (2004 - Label : Cuneiform)
- Avec Sébastien Paindestre : Ecoutez-Moi (2005 - Label : ASR Records)
- Avec Gaël Horellou : Explorations (2005 - Label : DTC Records)
- Avec Rocé : Identité En Crescendo (2006 - Label : No Format!)
- Avec Sébastien Paindestre : Parcours (2008 - Label : La Fabrica'son)
- Avec Sébastien Paindestre : Tribute to Radiohead (2010 - Label : Musea)
- Avec Sébastien Paindestre : Live @ duc des Lombards (2010 - Label : ARC)
- Avec Clotilde Rullaud : In Extremis (enregistré en 2009, paru en 2012 - Label : Nota Bene)
- On[Qui ?] le retrouve au sein du Emmanuel Borghi Trio, avec Blaise Chevallier, sur l'album Keys, Strings and Brushes en 2012.
- Avec Sébastien Paindestre : Tribute to Radiohead vol.2 (2013 - Label : Musea)
- Avec Ramona Horvath Trio (Ramona Horvath piano, Nicolas Rageau contrebasse) : Carmen's Karma (2023 - Label Camille Productions)
- 2024 : Credo, Pierre de Bethmann Quartet (Alea)